# 黄蜀葵
黄蜀葵（学名：Abelmoschus manihot）为锦葵科秋葵属下的一个种。

## 扩展阅读
- 維基物種上的相關：黄蜀葵